# Bundesstraße 105
De Bundesstraße 105 is een bundesstraße in de Duitse deelstaat Mecklenburg-Voor-Pommeren.
De weg loopt van de B104 bij Selmsdorf via Wismar, Rostock en Stralsund naar Greifswald, waar de weg aansluit op de B109.

## Routebeschrijving
De B105 begint op een kruising met de B104 bij Selmsdorf, waarna B105 oostwaarts loopt naar Wismar Hier vormt de B105 samen met de B208 de randweg. De B105 eindigt  in het zuiden van de stad.
Vervanging
Vanaf het zuiden van Wismar is de B105 vervangen door de B208, de A20 en de A14.
Voortzetting
De B105 begint weer waar A14 eindigt in het oosten van Wismar en loopt verder via Bad Doberan Rostock waar men in het westen van de stad aansluit op de B103, samen lopen ze naar afrit Rostock-Lütten-Klein waar de B105 afsplitst naar het oosten. Aan de oostkant van de stad gaat de B105 via de Warnowtunnel, een toltunnel, onder de rivier de Warnow door.  Waarna de B105 overgaat in de A19 naar Berlijn. Bij afrit Rostock-Ost slaat de B105 af en loopt via Ribnitz-Damgarten naar Stralsund, waar bij afrit Stralsund-West de B194 aansluit op de B105, daarna sluit de B105 bij afrit Stralsund-Grünhufe aan op de B96. De B105 loopt vanaf afrit Brandshagen met de B96. Vanaf afrit Brandshagen loopt de B105 langs Brandshagen en Neuenkirchen, waarna de B105 eindigt op de B109 bij Greifswald.
B1 · B2 · B4 · B5 · B75 · B76 · B77 · B87 · B96 · B96a · B96b · B97 · B101 · B102 · B103 · B104 · B105 · B106 · B107 · B108 · B109 · B110 · B111 · B112 · B112n · B113 · B115 · B122 · B156 · B158 · B166 · B167 · B168 · B169 · B179 · B182 · B183 · B187 · B188 · B189 · B190n · B191 · B192 · B193 · B194 · B195 · B196 · B197 · B198 · B199 · B200 · B201 · B202 · B203 · B204 · B205 · B206 · B207 · B208 · B209 · B246 · B320 · B321 · B404 · B430 · B431 · B432 · B434 · B435 · B495 · B501 · B502 · B503